# Le Favril (Eure-et-Loir)
Le Favril település Franciaországban, Eure-et-Loir megyében. Lakosainak száma 365 fő (2022. január 1.).

## Népesség
A település népességének változása:
| Lakosok száma | 277  | 266  | 300  | 314  | 345  | 352  | 363  | 368  | 371  | 365  |
|               | 1968 | 1982 | 1990 | 2006 | 2013 | 2015 | 2017 | 2019 | 2020 | 2022 |